# 建川美次
建川 美次（たてかわ よしつぐ、1880年〈明治13年〉10月3日 - 1945年〈昭和20年〉9月9日）は、日本の陸軍軍人、外交官。最終階級は陸軍中将。栄典は勲一等功四級。
新潟県出身。陸士13期、陸大21期。日露戦争時に騎兵科士官として奉天会戦の勝利に貢献する。参謀本部第二部長、参謀本部第一部長、第10師団長、第4師団長を経て、二・二六事件後に予備役編入され、松岡洋右外相の下で更迭された東郷茂徳に代わり駐ソビエト連邦大使に就任した。宇垣一成の側近であり、三月事件にも参加している。

## 経歴

### 生い立ち
現在の新潟県新潟市で地方官吏・野崎美孝の三男として生まれ、同地方官吏・建川周平の養嗣子となる。高田中学校を経て旧制新潟中学校卒。1901年（明治34年）11月、陸軍士官学校第13期卒業。見習士官を経て陸軍騎兵少尉任官。

### 日露戦争
1904年（明治37年）8月、日露戦争に出征。1905年（明治38年）1月、満洲軍総司令官大山巌元帥陸軍大将の命により、騎兵の機動力を生かした建川挺進斥候隊（建川挺身斥候隊）の隊長として5名の部下を率い、ロシア帝国軍勢力地の奥深くまで挺進し1,200kmを走破、将校斥候に活躍。日露戦争の決戦である奉天会戦の勝利に貢献したその戦功により、1905年（明治38年）2月、第2軍司令官・奥保鞏陸軍大将より感状を受け、『少年倶楽部』に連載された山中峯太郎の小説『敵中横断三百里』主人公のモデルとなる。
南方で兵役経験のある山本七平は、アメリカ機が投下する伝単の中で、建川が日露戦争中捕虜になったことがある、だから捕虜となるのは恥ずかしいことではない、と投降を求める文面のものがあったことを自著で述べている。戦後になりこれは事実に反するものだと知り、謀略の一環であったと感じたことを回想している（建川本人では無いが部下五人のうち一名が捕虜になったのは事実であった）。

### 軍令家
1909年（明治42年）12月、陸軍大学校第21期優等卒業。その後は主として軍令畑を歩む。第一次世界大戦に観戦武官として欧州戦線に従軍する。1918年（大正7年）7月、陸相秘書官となる。1923年（大正12年）3月には騎兵第5連隊長を拝命し、同年8月に大佐に進級。
陸軍屈指の実力者である宇垣一成の側近として重用され、1928年（昭和3年）3月に少将に進級、1929年（昭和4年）8月には参謀本部第二部長に就く。1931年（昭和6年）には宇垣を首班とした政権を目指すクーデター計画である三月事件に杉山元、小磯國昭らと参画したが何の処分もなく第一部長に転じた。三月事件の前には、東京帝大で講演を行い、国防問題から発展して盛んに政治論をやり、聴衆から散々野次られたことが新聞に掲載されている。
また、橋本欣五郎ら佐官級の引き起こした同年の十月事件にも関与を疑われたことが土橋勇逸の手記にある。

#### 満洲事変
同年9月の満洲事変直前に、奉天総領事からの電報で軍事行動発生の情報を得た外務省が陸軍省に通報。8月に参謀本部第一部長に転じていた建川が、関東軍の行動を引き留めるため奉天に派遣される。この際、列車で移動中、他の乗客に建川閣下と呼ばれて「俺は建川ではないぞ」と慌てて否定する一幕があった。そもそも、飛行機も使うことができたのに関釜連絡船と朝鮮半島内の鉄道で移動しているあたりに、陸軍首脳部のあやふやな姿勢が見え隠れすることを秦郁彦が指摘している。9月18日の奉天到着後に料亭で板垣征四郎ら関東軍幹部と面談するが、その夜に事変が発生。持参した大臣書簡を本庄繁関東軍司令官に渡す暇もなかった。これは、満洲事変そのものが板垣と建川自身を含む参謀本部中堅の意見一致で始めたことであり、止めるつもりなど全くなく、満洲には行ったが大連の料亭「菊水」で飲んでばかりいた。陸軍大臣および参謀総長から戦闘勃発阻止を正式に命ぜられた建川としては、作為的に命令の伝達を遅らせることで消極的側面支援を行ったのである。建川の口ぶりに板垣、花谷は本気で止めようとしない腹のうちを察し、計画通り実行した。建川もまさかその夜のうちに行うとは思っていなかった。
保阪正康は、昭和に入ってからの建川は、陸軍内部では「政治的軍人」として語られていたと指摘している。
その後は第10師団長（姫路）を経て、1935年（昭和10年）12月に第4師団長（大阪）に親補される。

#### 二・二六事件
1936年（昭和11年）2月、二・二六事件が勃発。宇垣閥を敵視する皇道派青年将校らは、朝鮮総督の宇垣をはじめ、直系の南次郎関東軍司令官、小磯、建川の罷免を川島義之陸相に要求した。建川は第2師団長（仙台）の梅津美治郎と電話で連絡をとり、反乱軍の鎮圧について話し合っている。
同年8月、事件後の粛軍人事の一環として、皇道派将官と抱き合わせの形で予備役に編入される。それは、参謀本部庶務課長代理富永恭次中佐によって、戦時召集の際には厚遇するという約束で自ら予備役編入願いを出してのものであった。

### 駐ソビエト連邦大使
1940年（昭和15年）10月に東郷茂徳の後任として駐ソビエト連邦大使となる。これは各国の大使を更迭して各界の要人を新任大使に任命した松岡洋右外相による人事の一環であった。1941年（昭和16年）4月の日ソ中立条約に松岡と共に調印。
1942年（昭和17年）3月には「かねてより健康上の理由で辞意を表明していた」として任を解かれ帰国。

### 晩年
その後は大政翼賛会総務、大日本翼賛壮年団長を務めるが、第二次大戦終戦直後の1945年（昭和20年）9月9日に目黒区駒場の自宅で死去。
2020年7月23日、第二次世界大戦当時駐ソビエト連邦大使であった建川が発給したビザにより、その命を救われたユダヤ人らの遺族が米東部ニュージャージー州レークウッドで、在ニューヨーク総領事の山之内勘二と面会し謝意を伝えた。

## 年譜
- 1901年（明治34年）11月 陸軍士官学校（13期）卒業
- 1902年（明治35年）6月 陸軍騎兵少尉・騎兵第9連隊附
- 1904年（明治37年）11月 中尉に進級
- 1905年（明治38年）12月 陸軍騎兵学校教官
- 1909年（明治42年）6月 大尉に進級
  - 12月 陸軍大学校（第21期、優等）卒業・参謀本部員
- 1911年（明治44年）8月 イギリス駐在
- 1913年（大正2年）7月 インド駐在武官
- 1916年（大正5年）1月 参謀本部附・欧州戦争従軍（観戦武官）
  - 5月 少佐に進級
  - 8月 イギリス軍従軍
- 1918年（大正7年）3月 参謀本部員
  - 7月 陸相秘書官
- 1919年（大正8年）7月 中佐に進級
- 1920年（大正9年）7月 参謀本部附（国際連盟陸軍代表随員）
- 1922年（大正11年）12月 騎兵第1連隊附
- 1923年（大正12年）3月 騎兵第5連隊長
  - 8月 大佐に進級
- 1924年（大正13年）12月 参謀本部欧米課長

今村均が病弱の妻と三人の子を抱えた上に母親の医療費もかさんで家計が火の車であることを知り、本間雅晴と諮って今村をインド駐箚武官に任命している。海外勤務は手当てが多いためである
- 1928年（昭和3年）3月 少将に進級、支那公使館附武官
- 1929年（昭和4年）8月 参謀本部第二部長
- 1931年（昭和6年）8月 参謀本部第一部長
  - 12月 ジュネーブ軍縮会議全権随員
- 1932年（昭和7年）2月 参謀本部附仰附
  - 7月 国際連盟常設委員会陸軍代表
  - 8月 中将に進級
- 1933年（昭和8年）3月 第10師団留守司令官
- 1934年（昭和9年）6月 第10師団長
- 1935年（昭和10年）12月 第4師団長
- 1936年（昭和11年）8月 予備役編入
- 1940年（昭和15年）10月 駐ソ大使

独ソ親善を思わせるような報告しか送ってこなかった、と斎藤良衛は回想している
- 1944年（昭和19年）8月 大政翼賛会総務、大日本翼賛壮年団長
- 1945年（昭和20年）9月9日死去

## 親族
- 妻 建川敏子 森岡正元（陸軍少将）の娘
- 息子 建川勇（陸軍中尉）
- 娘婿 鈴木康（陸軍大佐）

## 栄典
勲章等
- 1940年（昭和15年）8月15日 - 紀元二千六百年祝典記念章[25]

## 伝記
- 中島欣也 『残影敵中横断三百里 - 建川斥候長の生涯』新潟日報事業社、1998年。